# 스리나카린트라
스리나카린트라 왕태후(태국어: ศรีนครินทรา, 1900년 10월 21일 ~ 1995년 7월 15일, 출생 이름 쌍완 따라팟(태국어: สังวาลย์ ตะละภัฏ)는 태국 왕실의 일원이었다. 그녀는 또한 마히돌왕가의 회원 어느 짜끄리 왕조에서 내려 갔다 마히돌 아둘야뎃에 의해 시작되었다. 쭐랄롱꼰 (라마5세)의 아들 그녀는 깐야니 왓타나, 아난타 마히돈 (라마 8 세) 과 푸미폰 아둔야뎃 (라마 9 세) 어머니였다. 그녀의 정식 명칭은 솜뎃 프라 스리나카린트라 보롬랏촌나니(태국어: สมเด็จพระศรีนครินทราบรมราชชนนี)이다.

## 초년기
1900년 10월 21일 논타부리 지방의 상완추크라몰에서 태어났다. 
그녀는 정기적으로 그녀의 이모의 친구를 방문하여 독서 습관을 유지했다. 그녀의 친구는 대여 도서관을 운영했다. 그녀는 이나오, 프라 아프나이 마니, 상실차이 등 태국 고전을 읽었다.
왕후와 함께 청중을 찾아갈 때 공주의 수행원과 함께 하곤 했다.
얼마 지나지 않아 사트리 위타야 학교에 보내졌고, 그녀는 발라야 아둘랴데 공주의 동생인 송클라의 왕자 마히돌 아둘랴데의 유모인 환홍사쿨과 함께 생활했다.

## 간호학과 학생
1913년 미드위퍼리와 간호학을 위한 시리라즈 학교에 입학했다. 태국에서 미래 세대의 의대생들을 가르치고 의대를 발전시키기 위해 돌아올 것으로 기대되었다. 의료장학금은 당시 하버드 의대 1학년이었던 마히돌 아둘랴데즈 왕세자가, 간호장학금은 어머니 사방 바드하나 여왕이 지원했다. 미국 가정인 캘리포니아 버클리의 애덤슨 가족과 1년 동안 함께 살게 되었다. 그녀는 또한 기독교 신앙의 방법을 배우기 위해 주일 학교에 다녔다.

## 천문학에 대한 관심
천문학에 대한 그녀의 관심은 평생의 열정으로 남아 있었고 그녀의 다른 활동들 중 몇 가지에 반영되었다. 별자리는 그녀의 도자기 그림의 일부로, 램프, 재떨이, 접시 위에, 종종 별을 나타내는 꽃의 형태로 나타났으며, 꽃잎의 수와 각 별의 크기를 나타내는 색깔들이 있었다.
천문학에 대한 그녀의 사랑은 그녀의 도이퉁 로얄 빌라에서 뚜렷이 드러났다. 메인 리셉션 홀의 천장은 방콕 플라네타리움에서 디자인한 별자리들로 장식되어 있다. "저가 홀의 천장을 원한다"고 지시하면서 그녀는 수정 샹들리에보다는 태양계 조각과 별자리 12개를 선택했다. 각각의 별은 비교적 큰 빛을 내는 전구로 표현되었다. 다른 별자리들의 나무 조각들도 그녀의 개인적인 발코니와 몇몇 문들을 장식했다.

## 가족 관계

### 조부모와 부모
- 조부 : 춤 추끄라몰
- 조모 : ?
- 부친 : 추 추끄라몰
- 모친 : 캄 추끄라몰

### 남동생
1. 톰야 추끄라몰

### 부군
1. 마히돌아돌야뎃상왕

### 자녀
- 장녀 : 나라티왓공여 깐라야니왓타나공주 (1926년 ~ 2008년)
- 장남 : 시암 라마 8세국왕 (1925년 ~ 1946년)
- 차남 : 태국 라마 9세국왕 (1927년 ~ 2016년)